# Oleg Stepko
Oleg Stepko (en ukrainien : Олег Степко ; né le 25 mars 1994 à Zaporijia) est un gymnaste ukrainien, azerbaïdjanais depuis 2014, puis naturalisé russe en 2018.

## Palmarès

### Jeux olympiques
- Londres 2012
  - 4e au concours par équipes

### Championnats du monde
- Tokyo 2011
  - 5e au concours par équipes[2]
  - 19e au concours général individuel[3]

### Jeux européens de Bakou
- Jeux européens de 2015
  -  barres parallèles[4]
  -  au concours général individuel[5]
  -  au cheval d'arçons[6]
  -  au concours par équipes[7]
  -  au saut de cheval[8]

### Championnats d'Europe
- Montpellier 2015
  - 4e aux barres parallèles[9]
- Moscou 2013
  -  médaille d'or aux barres parallèles[10]
- Montpellier 2012
  - 5e au concours par équipes[11]

### Jeux olympiques de la jeunesse
- Singapour 2010
  -  médaille d'or au cheval d'arçons[12]
  -  médaille d'or aux barres parallèles[13]
  -  médaille d'argent au concours général individuel[14]
  -  médaille d'argent au sol[15]